# Авга
А́вга (грец. Αὔγη) — дочка тегейського (в Аркадії) володаря Алея, жриця Афіни.
За пророцтвом, народження онука мало принести Алеєві нещастя. Коли, закохавшись у Геракла, Авга народила Телефа, Алей звелів кинути матір з дитиною в море. Авга врятувалася й припливла до Місії, де її взяв за дочку місцевий володар Тевтрант. Телефа, залишеного на Тарфенійській горі, вигодувала лань Артеміди й виховали пастухи; у пошуках матері він вирушив до Місії, допоміг Тевтрантові перемогти ворогів, і вдячний володар пообіцяв йому руку Авги й царство.
Авга відмовилася бути дружиною Телефа і в спальні захищалася від нього мечем. Коли Телеф також схопив меча, вона закликала на допомогу свого чоловіка Геракла, і тоді син та мати впізнали одне одного. (Варіант: Авга в Місії вийшла за Тевтранта. Телеф за допомогою дельфійського оракула знайшов матір. Тевтрант усиновив його). Міф про Авгу й Телефа став сюжетом трагедій (не збереглися) Есхіла, Софокла та Евріпіда; деякі сцени з легенди були зображені і на малому фризі вівтаря Зевса в Пергамі, що може свідчити про пергамське походження міфу.